# Hiemsia pseudoampezzana
Hiemsia pseudoampezzana är en svampart som först beskrevs av Svrcek, och fick sitt nu gällande namn av Svrcek 1969. Hiemsia pseudoampezzana ingår i släktet Hiemsia och familjen Pyronemataceae.   Inga underarter finns listade i Catalogue of Life.